# Galina Wladimirowna Lichatschowa
Galina Wladimirowna Lichatschowa (russisch Галина Владимировна Лихачёва; * 15. Juli 1977 in Swerdlowsk) ist eine russische Eisschnellläuferin.
Galina Lichatschowa ist eine Allrounderin mit der Spezialisierung auf Langstrecken. Seit dem Heerenveener Weltcup im November 1998 startet sie im Weltcup. Sie brauchte lange, um sich in der Weltspitze zu etablieren. Erst im November 2005 bei ihrem Heimweltcup in Moskau lief sie erstmals unter die besten 10 (Platz 10 über 1500 Meter). Sie wurde 2004 über 3000 Meter russische Meisterin und wurde je dreimal Vizemeisterin und Dritte bei russischen Meisterschaften. Ihre größten Erfolge feierte sie beim Teamlauf mit der russischen Mannschaft. Hier gewann sie nicht nur zusammen mit Jekaterina Abramowa und Jekaterina Lobyschewa 2005 die russische Meisterschaft, sondern auch bei den Olympischen Winterspielen 2006 in Turin mit dem Russischen Team – zusammen mit Abramowa, Warwara Baryschewa, Lobyschewa und Swetlana Wyssokowa – die Bronzemedaille. Bei den Weltmeisterschaften in Inzell 2005 verpasste sie mit dem Team als Viertplatzierte nur knapp eine Medaille.

## Eisschnelllauf-Weltcup-Platzierungen
| Platzierung | 100 m | 500 m | 1000 m | 1500 m | 3000/5000 m | 5000/10000 m | Team |
| ----------- | ----- | ----- | ------ | ------ | ----------- | ------------ | ---- |
| 1. Platz    |       |       |        |        |             |              |      |
| 2. Platz    |       |       |        |        |             |              |      |
| 3. Platz    |       |       |        |        |             |              | 1    |
| Top 10      |       |       |        | 1      |             |              | 5    |

(Stand: 3. Dezember 2006)